# Mr. Wint och Mr. Kidd
Mr. Albert Wint och Mr. Charles Kidd är två fiktiva karaktärer från Ian Flemings James Bond-roman Döden spelar falskt från 1956 och från filmatiseringen Diamantfeber från 1971. I filmatiseringen porträtteras Mr. Wint av Bruce Glover medan Mr. Kidd spelas av jazzmusikern Patrick "Putter" Smith.

## Biografi

### Döden spelar falskt
I romanen är Mr. Wint och Mr. Kidd yrkesmördare och medlemmar av "The Spangled Mob" (som leds av bröderna Jack och Seraffimo Spang) som sysslar med diamantsmuggling mellan Sierra Leone och Las Vegas (via Paris, London och New York). Mr. Wint och Mr. Kidd är båda homosexuella och tar kål på sina offer genom sällsynt påhittiga och sadistiska tillvägagångssätt.

### Diamantfeber
I filmen Diamantfeber försöker Mr. Wint och Mr. Kidd (som här är kopplade till den kriminella organisationen S.P.E.C.T.R.E.) vid flera tillfällen ha ihjäl James Bond, men de misslyckas varje gång. Bland annat försöker de begrava honom levande i en rörledning samt elda upp honom i en kista i ett krematorium.